# سفاين إريك باكي
سفاين إريك باكي (بالنرويجية البوكمول: Svein Erik Bakke)‏ هو رائد أعمال نرويجي، ولد في 11 يونيو 1947 في سوروم في النرويج، وتوفي في 21 نوفمبر 2006 في أوسلو في النرويج.